# Станислав Лем
Станѝслав Херман Лем (на полски: Stanisław Herman Lem) е полски писател, творил в областите научна фантастика, философия и сатира. Носител е на Ордена на Белия орел, най-високото отличие за заслуги на Полша. Книгите му са преведени на 41 езика и са продадени в над 27 милиона екземпляра. Най-известното му произведение вероятно е романът Соларис, издаден през 1961 г., който е екранизиран в киното общо три пъти. През 1976 г. Теодор Стърджън заявява, че Лем е най-четеният писател фантаст в света.
Произведенията на Лем засягат различни философски теми: размишления върху технологиите, естеството на интелекта, пречките в общуването и взаимното разбиране, безнадеждността в ограниченията на човешката природа и мястото на човечеството във Вселената. Някои от тези произведения са под формата на фантастика, но други имат облика на есета и философски книги. Преводите на чужди езици са затруднени от пасажите с комплексно словообразуване, включените стихове на извънземни и роботи и използваните каламбури. По тази причина често съществуват няколко различни версии на преводите.

## Биография
Станислав Лем е роден на 12 септември 1921 г. в Лвов, Полша (днес градът се намира в Украйна) в семейството на лекар ларинголог. От 1932 до 1939 г. учи в гимназия в родния си град. Спомените от детските си и младежки години описва по-късно в романа „Високият замък“.
През 1940 г. кандидатства в Политехниката, но не е приет. Започва следването си в Лвовския медицински институт, но избухването на Втората световна война го прекъсва. По време на нацистката окупация Лем работи като помощник механик и заварчик в гараж на немска фирма. Участва в Съпротивата. През 1944 г. Червената армия окупира Полша и страната попада под контрола на Съветския съюз до 1989 г. През 1946 г. Лем е репатриран от съветската територия, в която попада Лвов.
В Краков Лем продължава и завършва следването си в Ягелонския университет. Решава да не ходи на последните изпити, за да избегне по-нататъшната кариера на военен лекар, и само получава удостоверение за завършването на обучението си. Работи като младши асистент в научен институт. Пише разкази и стихове, които публикува в периодичния печат. Първият му роман е „Човекът от Марс“ (1946), излязъл като поредица в списанието Nowy Świat Przygód („Нов свят на приключенията“), а първата негова книга – „Астронавти“, публикувана през 1951 г.
От 1948 г. писателят работи по романа „Болница Трансфигурация“. Той е спрян от комунистическата цензура, въпреки многократните преработки на текста, правени от Лем. Книгата е издадена 8 години по-късно.
През 1953 г. Лем се жени за Барбара Лестняк (лекар по професия), с която се запознава в 1950 г. На 14 март 1968 г. се ражда синът им Томаш.
Периодът 1961 – 1970 г. е изключително ползотворен за писателя. Романите „Едем“ (1959), „Завръщане от звездите“ (1961), и особено „Соларис“ (1961) му донасят световна известност, затвърдена от „Непобедимият“ (1964) и „Разкази за пилота Пиркс“ (1968). През 1973 г. Американското общество на научните фантасти го прави свой почетен член. След като Станислав Лем публикува статията „Злочестата фантастика“ (1976), в която критикува художествената немощ на жанра, тази привилегия му е отнета.
През 1981 г. получава почетна степен от Вроцлавската политехника, а по-късно и от Ополския, Лвовския и Ягелонския университет.
При въвеждането на военно положение в Полша през 1982 г. Лем я напуска и живее зад граница. В този период са издадени последните му научнофантастични произведения – „Мир на Земята“ и „Фиаско“. През 90-те години пише съчинения в областта на футурологията, философията и социологията. Лем се въздържа да се върне в родината си дори и след като политическата ситуация в страната се поправя. Обяснява тази своя нагласа с неблагоприятната геополитическо положение на Полша. Същевременно се оплаква от Виена и жителите на Австрия. В крайна сметка семейство Лем се завръща в Полша през 1988 г.и заживява в новия си дом в Борек Фаленцки.
Станислав Лем умира от сърдечна болест на 27 март 2006 г. в Краков.

## Литературно творчество
Станислав Лем е най-често превежданият полски автор. Книгите му са преведени на 42 езика, с общ тираж 30 милиона екземпляра.
Литературното наследство на Лем включва научнофантастични романи и разкази, детективски разкази, автобиографичен роман, футурологично-философски есета, литературна публицистика, фейлетони, стихотворения, писма, сценарии радио сценарии, телевизионни и филмови предавания, драми, както и послеслови и предговори към произведения на други автори (сред които братя Стругацки и  Филип К. Дик) и множество рецензии. 
Атрактивността на творчеството на Лем произтича предимно от комбинацията на популярен литературен жанр с философска и научна рефлексия и ефективното включване на задълбочени социални анализи в интригуващ сюжет. Забележително е също вниманието към научните детайли в създадените светове и литературни визии, майсторското боравене с езика и създаването на оригинални герои, често изправени пред сериозни морални избори. Творчеството на Лем може да се разглежда цялостно във възможно най-общ философски смисъл и като опит за литературно подреждане на света и описание на неговите по-нататъшни перспективи на развой.
В научнофантастичните си романи и разкази Лем развива до перфектност класическите за този жанр теми: 
- космически пътувания и контакти с извънземни форми на живот – Едем, Непобедимият, Соларис, Фиаско;
- тенденции на цивилизационно развитие – Локална визия, Мир на Земята;
- спецификата на научното откритие и философията на науката – Звездни дневници;
- ролята на случайността в картината на реалността – Следствието, Сенна хрема;
- антиутопични социални визии и критика на тоталитаризма – Звездни дневници, Едем, Дневник, намерен във вана, Завръщане от звездите;
- изкуственият интелект – Звездни дневници, Непобедимият, Кибериада.

Героите на Лем най-често са индивидуалисти и самотници. Сред най-известните са: Звездният пътешественик Ийон Тихи, професор Тарантога, астронавтът Пиркс, поручик Грегори, психологът Крис Келвин и астронавтът Марек Темпе.

## Философски възгледи
Малгожата Шпаковска, критик и литературен историк, смята Лем за късен наследник на постпозитивистичния натурализъм, резултат от което е неговата характерна мизантропия, показваща общи корени с произведенията на Пшибишевски и Виткаци. 
В областта на философията на науката Лем често се позовава на трудовете на Бъртранд Ръсел и възгледите на Карл Попър. Убежденията на Лем в областта на антропологията са описани от публициста и журналист Войчех Орлински като мизантропски хуманизъм – човекът е в центъра на интереса на Лем, но като случаен продукт на еволюцията, поробен от атавистични инстинкти не буди у него симпатии. В областта на метафизиката Лем представя позицията на агностик, категорично различна обаче от официалния държавен атеизъм, напр, съветския. Социалната философия на Лем се проявява в много произведения чрез критика на тоталитарната система, правена  от хуманистични позиции, в по-късни произведения се появява и критика на консуматорското и изключително пермисивно общество. В публицистиката си, посветена на философията на езика, Лем отхвърля структурализма и семиотиката, смятайки, че не може да се анализира литературно произведение само по себе си, абстрахирайки се от контекста на четенето му от реципиента.

## Процесът на писане
Лем пише творбите си основно на пишеща машина. Всеки ден започва работа около четири сутринта. Голяма част от времето му поглъща изобилната кореспонденция с цял свят. Четири пъти седмично кара съпругата си на работа и пазарува. Следобед отново работи няколко часа, а след кратка почивка работи и вечер, но си ляга сравнително рано. Най-много произведения успява да създаде по време на пътуванията до Дома на писателите „Астория“ в Закопане. Докато пише, не си води бележки, не прави чернови – когато не е доволен от резултата, започва отначало, за да стигне до място, което го удовлетворява. Повтаря процедурата до постигане на желания резултат. Несполучливите текстове се унищожават – съпругата му ги пали на поляната зад къщата. В напреднала възраст Лем вече не може да пише сам поради неврологични проблеми и диктува текстовете си на секретар, който ги записва на компютър. 

## Признание
Фамилията на писателя носи планетоидът Лем (3836), а също и улици в много полски градове. Ийон Тихи, един от героите в книгите на Лем, също дава името си на планетоид – Ийонтихи (343000), а друг – Пиркс, на кратер на повърхността на Харон, луната на Плутон. През декември 2019 името Соларис получава звезда в съзвездието Пегас, а кръжащата около нея планета е наречена Пиркс.На 21 ноември 2013 в космоса е изстреляна ракета, на борда на която се намира наносателит BRITE-PL „Lem“[180]. Построеният в Краков синхротрон  носи името „Соларис“ – също като романа на Лем.
С решение на сейма на Република Полша IX мандат от 27 ноември 2020 г. следващата 2021 година е обявена за година на Станислав Лем. На патрона на 2021 година е посветено специално издание на „Хроники на Сейма“ (Kroniki Sejmowe).

## Отличия и награди
- 1957 – Наградата на Краков за литература (Nagroda Literacka miasta Krakowa)
- 1965 – Наградата на Министерството на културата и изкуствата на Полша, II степен (Nagroda Ministra Kultury i Sztuki II stopnia)
- 1972 – член на комисията „Полша 2000“ под егидата на Полската академия на науките
- 1973
  - Наградата на Министъра на външните работи за популяризирането на полската култура навън (nagroda Ministra Spraw Zagranicznych za popularyzację polskiej kultury za granicą)
  - Наградата за литература на Министъра на културата и изкуствата на Полша (nagroda literacka Ministra Kultury i Sztuki) и почтен член на Science Fiction Writers of America
- 1976 – Държавна награда I степен в областта на литературата (Nagroda Państwowa I stopnia w dziedzinie literatury)
- 1979
  - Grand Prix de Littérature Policière за романа Katar.
  - Малката планета, 3836 Lem, открита от съветския астроном Николай Степанович Черних, е кръстена на негово име
- 1981 – Doctor honoris causa на Вроцлавската политехника
- 1986 – Носител на Австрийската дърпжавна награда за европейска литература
- 1991 – Носител на наградата Франц Кафка
- 1994 – член на Полската академия за обучение
- 1996 – носител на Ордена на белия орел
- 1997 – почетен гражданин на Краков
- 1998 – Doctor honoris causa: Ополски университет, Лвовски университет, Ягелонски университет
- 2003 – Doctor honoris causa на Университета в Билефелд

- 2007 – На негово име е преименувана улица в Краков
- 2009 – На негово име е преименувана улица във Величка
- 2011 – На 23 ноември 2011 г. Google отбелязва 60-годишнината от публикуването на първата книга на Станислав Лем, Астронавти, със специално анимирано и интерактивно свое лого, вдъхновено от творчеството на Лем и илюстрациите на полския художник Даниел Мроз към сборника разкази Кибериада.

## Произведения

### Ранни произведения
- Czlowiek z Marsa (1946) – Човекът от Марс (не е издавана на български език)
- Astronauci (1951) – Астронавти
- Oblok Magellana (1955) – Облакът на Магелан

### Романи и новели
- Eden (1959) – Едем
- Sledztwo (1959) – Разследване (не е издавана на български език)
- Powrot z gwiazd (1961) – Завръщане от звездите
- Pamietnik znaleziony w wannie (1961) – Дневник, намерен във вана
- Solaris (1961) – Соларис
- Niezwyciezony (1964) – Непобедимият
- Glos Pana (1968) – Гласът на бога (не е издавана на български език)
- Katar (1976) – Сенна хрема
- Fiasko (1987) – Фиаско

### Цикъл за роботите
- Cyberiada (1965) – Кибериада, сборник разкази

### Цикъл за Ийон Тихи
- Dzienniki gwiazdowe (1957) – Звездни дневници, цикъл разкази
- Kongres futurologiczny (1983) – Конгрес по футурология

### Цикъл за пилота Пиркс
- Opowiesci o pilocie Pirxie (1968) – Разкази за пилота Пиркс, поредица разкази

### Теоретични и философски съчинения
- Dialogi (1957) – Диалози (не е издавана на български език)
- Summa Technologiae (1964) – Summa Technologiae, само части от нея са издавани на български език
- Wysoki Zamek (1966) – Високият замък
- Fantastyka i futurologia (1970) – Фантастика и футурология (не е издавана на български език)
- Doskonala proznia (1971) – Перфектен вакуум (не е издавана на български език)
- Wielkosc urojona (1973) – Имагинерна величина (не е издавана на български език)

### Други
- Golem XIV (1981) – Голем XIV (не е издавана на български език)

## Книги за Лем
- Ewa Balcerzak, Stanisław Lem. Warszawa: Państwowy Instytut Wydawniczy, 1973, s. 180, seria: Portrety współczesnych pisarzy polskich.
- Piotr Krywak, Stanisław Lem. Kraków: Wydawnictwo PAN, 1974.
- Adam Wójcik, Ambasador polskiej literatury. W: Adam Wójcik, Marek Englender: Budowniczowie gwiazd 1. Warszawa: Krajowa Agencja Wydawnicza, 1980.
- Andrzej Stoff, Powieści fantastycznonaukowe Stanisława Lema. Warszawa: Państwowe Wydawnictwo Naukowe, 1983, s. 180. ISBN 83-01-05044-6.
- Wojciech Kajtoch, Wstęp do Solaris. W: Wojciech Pykosz, Leszek Bugajski: Lektury licealisty. Wrocław i in.: Ossoolineum, 1986, s. 137–148. ISBN 83-04-02140-4.
- Stanisław Lem. W: Adam Wójcik, Wizjonerzy i szarlatani 1. Warszawa: Krajowa Agencja Wydawnicza, 1987. ISBN 83-03-01944-9.
- Stanisław Bereś, Rozmowy ze Stanisławem Lemem. Kraków: Wydawnictwo Literackie, 1987, s. 400+3. ISBN 978-83-08-01656-5.
- Lem w oczach krytyki światowej. wybór i opr. Jerzy Jarzębski. Kraków: Wydawnictwo Literackie, 1989. ISBN 83-08-00646-9.
- Andrzej Niewiadowski, Antoni Smuszkiewicz, Leksykon polskiej literatury fantastycznonaukowej. Poznań: Wyd. Poznańskie, 1990, seria: Science Fiction.
- Andrzej Stoff, Lem i inni. Szkice o polskiej science fiction. Bydgoszcz: Pomorze, 1990. ISBN 83-7003-114-5.
- Ryszard Handke, Ze Stanisławem Lemem na szlakach fantastyki naukowej. Bydgoszcz: 1991.
- Antoni Smuszkiewicz, Stanisław Lem. Poznań: Dom Wydawniczy „Rebis”, 1995. ISBN 83-7120-184-2.
- Pavel Weigel, Stanisław Lem: životopis (życiorys). Praha (Czechy): Magnet-Press, 1995. ISBN 80-85847-40-X.
- Małgorzata Szpakowska, Dyskusje ze Stanisławem Lemem. Warszawa: Wydawnictwo Naukowe i Literackie OPEN, 1996. ISBN 83-85254-36-6.
- Mariusz Leś, Stanisław Lem wobec utopii. Białystok: Towarzystwo Literackie im. A. Mickiewicza, 1998.
Томаш Фиалковски, Свят на ръба. Със станислав Лем разговаря Томаш Фиалковски, превод Лина Василева, София, 2021, ISBN 9786190208808. (Tomasz Fiałkowski: Świat na krawędzi. Ze Stanisławem Lemem rozmawia Tomasz Fiałkowski. Kraków: Wydawnictwo Literackie, 2000. ISBN 83-08-02940-X.)
- Stanisław Bereś, Tako rzecze... Lem. Kraków: Wydawnictwo Literackie, 2002, s. 577+3. ISBN 83-08-03245-1.
- Jerzy Jarzębski, Wszechświat Lema. Kraków: Wydawnictwo Literackie, 2003. ISBN 83-08-03343-1.
- Stanisław Lem. Pisarz, myśliciel, człowiek. pod red. Jerzego Jarzębskiego i Andrzeja Sulikowskiego. Kraków: Wydawnictwo Literackie, 2003. ISBN 83-08-03298-2.
- Keller L., Zarnowski L. (red.), Acta Lemiana Monashiensis – Special Lem Edition of Acta Polonica Monashiensis, Melbourne, Australia: Leros Press i Monash University, 2003, ISSN 1336-8562.
- Izabela Domaciuk, Nazwy własne w prozie Stanisława Lema. Lublin: Wydawnictwo UMCs, 2003. ISBN 83-227-2051-3.
- Jacek Rzeszotnik, Ein zerebraler Schriftsteller und Philosoph namens Lem (Intelektualny pisarz i filozof zwany Lem). Wrocław: Wydawnictwo UWr, 2003. ISBN 83-229-2378-3.
- Maciej Płaza, O poznaniu w twórczości Stanisława Lema. Wrocław: Wydawnictwo Uniwersytetu Wrocławskiego, 2006. ISBN 83-229-2765-7.
- Paweł Majewski, Między zwierzęciem a maszyną. Utopia technologiczna Stanisława Lema. Wrocław: Wydawnictwo Uniwersytetu Wrocławskiego, 2006. ISBN 978-83-229-2854-7.
- Maciej Dajnowski, Groteska w twórczości Stanisława Lema. Gdańsk: Wydawnictwo Uniwersytetu Gdańskiego, 2006. ISBN 83-7326-303-9.
- Monika Krajewska, Polsko-rosyjski słownik lemowych neologizmów. Toruń: Towarzystwo Naukowe w Toruniu, 2006. ISBN 83-87639-85-0.
- Robert Stiller, Lemie! po co umarłeś?. Kraków: vis-à-vis Etiuda, 2006. ISBN 83-89-640-55-4.
- Tomasz Fiałkowski, Świat na krawędzi. Ze Stanisławem Lemem rozmawia Tomasz Fiałkowski. Kraków: Wydawnictwo Literackie, 2007. ISBN 978-83-08-04023-2.
- Marek Oramus, Bogowie Lema. Poznań: Wydawnictwo Kurpisz, 2007. ISBN 978-83-89738-92-9.
- Wojciech Orliński, Co to są sepulki? Wszystko o Lemie. Kraków: Wydawnictwo Znak, 2007. ISBN 978-83-240-0798-1.
- Tomasz Lem, Awantury na tle powszechnego ciążenia. Kraków: Wydawnictwo Literackie, 2009. ISBN 978-83-08-04379-0.
- Paweł Okołowski, Materia i wartości. Neolukrecjanizm Stanisława Lema. Warszawa: Wydawnictwo Uniwersytetu Warszawskiego, 2010. ISBN 978-83-235-0664-5.
- Lech Keller, Visions of the Future in the Writings of Stanislaw Lem. Volume 1: Visions of the Future. Saarbrücken: Lambert Academic Publishing, 2010. ISBN 978-3-8383-5900-7.